# Iphiaulax abgarus
Iphiaulax abgarus är en stekelart som beskrevs av Cameron 1905. Iphiaulax abgarus ingår i släktet Iphiaulax och familjen bracksteklar. Inga underarter finns listade i Catalogue of Life.